# Карл Шпицвег
Карл Шпицвег (5. фебруар 1808, Унтерпфафхофен, данас Гермеринг – 23. септембар 1885, Минхен) био је немачки сликар жанровских сцена, цртач, илустратор, типички представним минхенског бидермајера.

## Живот
Најпре је завршио студиј фармације а затим је сликао као аутодидакт. Учио је још од школских дана на цртежима цвећа у природи а после о копирајући холандске сликаре у минхенској пинатотеци (Alte Pinakhothek). Године 1833. је одлучио да се посвети сликарству и две године касније је примљен у минхенско „уметничко удружење“ и брзо постаје зражен и комерциално успешан сликар. Живео је и радио у Минхену и предузимао је редове студијских путовања у Италију, Француску, Белбију, Енглеску а за време пребивања у Прагу упознао је Јосефа Матјеја Навратила, Аугуста Бедриха Пиперхагена и Јосефа Манеса.
Његово дело је састављено из углавном хуморних жанровских сцена понекад лако карикатурних слика а други пута са мирним крутичким садржајем. Заступљен је у галеријским збиркама у Минхену, Бечу, Берлину, Лајпцигу, Штутгарту, Хановеру, Прагу и у многобројним приватним збиркама.

## Дела
Током свог живота насликао је преко 1.500 слика.
Нека дела:
- Сиромашан песник, 1839.
- Кратковиди љубавник, 1840.
- Књишки мољац, око 1850.
- Свечани ловац, око 1850.
- Љубитељ кактуса, око 1857.
- Вечити младожења, око 1860.
- У поткровљу, 1882.

## Галерија
- „Љубитељ кактуса“
- „Сиромашан песник“
- „Музичар који проси“